# Аделфия
 Тази статия е за древноримската благородничка.  За италианската община вижте Аделфия (община).  
Аделфия (на латински: Adelphia; * 340) е знатна благородничка от Древен Рим.

## Биография
Произлиза от фамилията Аделфии. Дъщеря е на Клодий Целсин Аделфий (praefectus urbi 351 г.) и християнската поетеса Фалтония Бетиция Проба от знатната фамилия Петронии, дъщеря на Петроний Пробиан (консул 322 г.) и вероятно на Деметрия и сестра на Петроний Пробин (консул 341 г.). Аделфия е сестра на Квинт Клодий Херногениан Олибрий (консул 379 г.) и на Фалтоний Проб Алипий (praefectus urbi през 391 г.).
Омъжва се за Луций Валерий Септимий Бас, син на Луций Валерий Максим Василий (консул 327 г.) и първата му съпруга Септимия, дъщеря на Септимий Бас. Двамата имат около 360 г. син Валерий Аделфий Бас (vir consularis и consul. Venet. 383 или 392 г.).